# 篠幸裕
篠 幸裕（しの ゆきひろ）は、日本のアニメーション演出家。別名義にしの ゆきひろ、しのだ よしのがある。

## 作品リスト

### テレビアニメ
- とんでも戦士ムテキング（1980年、制作進行）
- おちゃめ神物語コロコロポロン（1982年、演出助手・演出）
- ななこSOS（1983年、演出）
- 超力ロボ ガラット（1984年-1985年、演出・絵コンテ）
- ダーティペア（1985年、演出）
- 機甲戦記ドラグナー （1987年、ストーリーボード・演出）
- つるピカハゲ丸くん（1988年、絵コンテ・演出）しのゆきひろ名義
- ドラゴンクエスト（1989年-1990年、絵コンテ）
- チンプイ（1989年-1991年、絵コンテ）しのゆきひろ名義
- まじかるハット（1990年、絵コンテ・演出）
- 新世紀GPXサイバーフォーミュラ（1991年、絵コンテ）
- ハイスクールミステリー学園七不思議（1991年、絵コンテ）
- 三つ目がとおる（1991年、絵コンテ）しのだよしの名義
- おぼっちゃまくん（1992年、絵コンテ）しのゆきひろ名義
- クレヨンしんちゃん（1993年、絵コンテ）しのゆきひろ名義
- カラオケ戦士マイク次郎（1994年、絵コンテ・演出）しのゆきひろ名義
- ぼのぼの（1995年、絵コンテ）
- モジャ公（1995年-1997年、絵コンテ・演出）
- あずきちゃん（1995年-1998年、絵コンテ・演出）
- 銀河漂流バイファム13（1998年、絵コンテ・演出）
- バブルガムクライシス TOKYO 2040（1998年、絵コンテ・演出）しのだよしの名義
- Night Walker -真夜中の探偵-（1998年、演出）しのだよしの名義
- ゴクドーくん漫遊記（1999年、絵コンテ・演出）しのゆきひろ名義
- ジバクくん（1999年、絵コンテ・演出）しのゆきひろ名義
- 頭文字D Second Stage （1999年、演出）
- 遊☆戯☆王デュエルモンスターズ （2000年-2004年、絵コンテ・演出）
- ジーンシャフト（2001年、演出）しのだよしの名義
- おねがい☆ティーチャー（2002年、絵コンテ・演出）
- ASTRO BOY 鉄腕アトム（2003年、絵コンテ・演出）しのゆきひろ名義
- ポケットモンスター アドバンスジェネレーション（2005年-2006年、絵コンテ）しのゆきひろ名義
- 人造昆虫カブトボーグ V×V （2005年、絵コンテ・演出）絵コンテはしのだよしの名義で、演出はしのゆきひろ名義である。
- Strawberry Panic（2006年、絵コンテ・演出）しのだよしの名義
- ガンパレード・オーケストラ（2006年、演出）
- コヨーテ ラグタイムショー（2006年、演出）
- きらりん☆レボリューション（2006年-2007年、演出）しのだよしの名義
- 怪物王女（2007年、絵コンテ・演出）しのだよしの名義
- もっけ（2007年-2008年、演出）しのゆきひろ名義
- ヤッターマン（2008年、絵コンテ・演出）しのゆきひろ名義
- はっけん たいけん だいすき! しまじろう（2008年、演出）しのゆきひろ名義
- ミラクル☆トレイン（2009年、演出）
- 遊☆戯☆王5D's（2010年-2011年、演出）
- あにゃまる探偵 キルミンずぅ（2010年、絵コンテ）しのゆきひろ名義
- デュラララ!!（2010年、演出）
- SKET DANCE（2011年-2012年、演出）

### OVA
- 紅い牙（1989年-90年、演出）
- クラッシャージョウ（1989年、演出）
- 創竜伝（1992年、絵コンテ）
- 紺碧の艦隊（1993年-2003年、絵コンテ）
- ダーティペアFLASH2（1995年、絵コンテ）
- ダーティペアFLASH3（1995年、絵コンテ）
- チャレンジ1ねんせいで1ねんせいだいかつやくDVD　なみだのそつえんスペシャル（2011年、演出）